# Antiche città Pyu
Antiche città Pyu  è un sito patrimonio dell'umanità dell'UNESCO in Birmania. Comprende tre città in rovina del popolo Pyu, che formò una delle prime civiltà avanzate, nel sud-est asiatico, nel I millennio dell'era volgare.

## Scenario
Il popolo tibetano birmano dei Pyu visse nel I millennio in quello che oggi è il Myanmar. Vi stabilirono diverse città-stato, ognuna delle quali presumibilmente era governata dal proprio re. Le città avevano una pianta in parte rotonda, in parte rettangolare. Alcune di queste città erano sull'Irrawaddy, ma la maggior parte erano discoste dai suoi affluenti.
I Pyu avevano sviluppato un sofisticato sistema di irrigazione per l'agricoltura e si possono ancora trovare sistemi di canali intorno alle strutture delle città. Originariamente influenzato dall'induismo, il popolo Pyu prese parte al 2° al 3° Buddismo nel XIX secolo, secondo le iscrizioni della tradizione della scuola Theravada.

## Registrazione
Il sito delle antiche città Pyu nel 2014 è stato riconosciuto patrimonio dell'umanità dell'UNESCO. Il motivo dell'iscrizione recita, tra l'altro: 
L'iscrizione è stata effettuata sulla base dei criteri (ii), (iii) e (iv). 
(iii): Le città storiche Pyu segnarono l'emergere della prima civiltà urbana buddista storicamente documentata nel sud-est asiatico. L'istituzione di comunità monastiche buddiste istruite emerse insieme alla ristrutturazione della produzione agricola, basata sulla gestione sapiente delle risorse idriche, stagionalmente scarse, e sulla produzione specializzata di beni industriali in terracotta, ferro, oro, argento e pietre semipreziose per il culto e il commercio. Il buddismo sostenne la costruzione di monumenti religiosi in mattoni sotto gli auspici reali e pubblici in generale, contrassegnati dal passaggio dalle precedenti tecniche di costruzione in legno a materiali durevoli. I Pyu svilupparono pratiche di sepoltura uniche usando urne funerarie per conservare i resti cremati nei cimiteri comunali. Le reti commerciali collegavano le antiche città Pyu con i centri commerciali nel sud-est asiatico, in Cina e in India. Attraverso questa rete, i missionari buddisti portarono i loro insegnamenti in altre aree del sud-est asiatico continentale.
(iv): i progressi tecnologici nella gestione delle risorse, nell'agricoltura e nella produzione di mattoni e ferro, nelle città storiche Pyu, aprirono la strada a significativi progressi nella pianificazione urbana e nella costruzione di edifici. Queste innovazioni portarono alla nascita dei primi tre, più grandi e longevi, insediamenti buddisti in tutto il sud-est asiatico. La morfologia urbana delle città Pyu stabilì un nuovo standard per un formato urbano espanso caratterizzato da massicce mura circondate da fossati: una rete di strade e canali che divideva lo spazio urbano all'interno delle mura con vaste aree di sviluppo extramurale collegate con le istituzioni civiche, monumentali strutture religiose delimitate da imponenti stupa e acque sacre. Al centro o vicino al centro di ogni città antica c'era un complesso amministrativo che contrassegnava il palazzo come il centro cosmico dell'universo politico e sociale Pyu.»

## Aree
Il sito del patrimonio dell'umanità è costituito da tre aree separate. Queste coprono un totale di 5809 ettari. Le singole aree di protezione sono circondate ciascuna da zone cuscinetto, che hanno una superficie totale di 6790 ettari. 
| N. riferimento | Città      | Posizione           | Zona di protezione | Zona tampone |
| -------------- | ---------- | ------------------- | ------------------ | ------------ |
| 1444-001       | Halin      | Regione di Mandalay | 1.243 ettari       | 2.198 ettari |
| 1444-002       | Beikthano  | regione di Magwe    | 1.188 ettari       | 2.879 ettari |
| 1444-003       | Sri Ksetra | regione di Bago     | 3.378 ettari       | 1.713 ettari |

## Le singole città

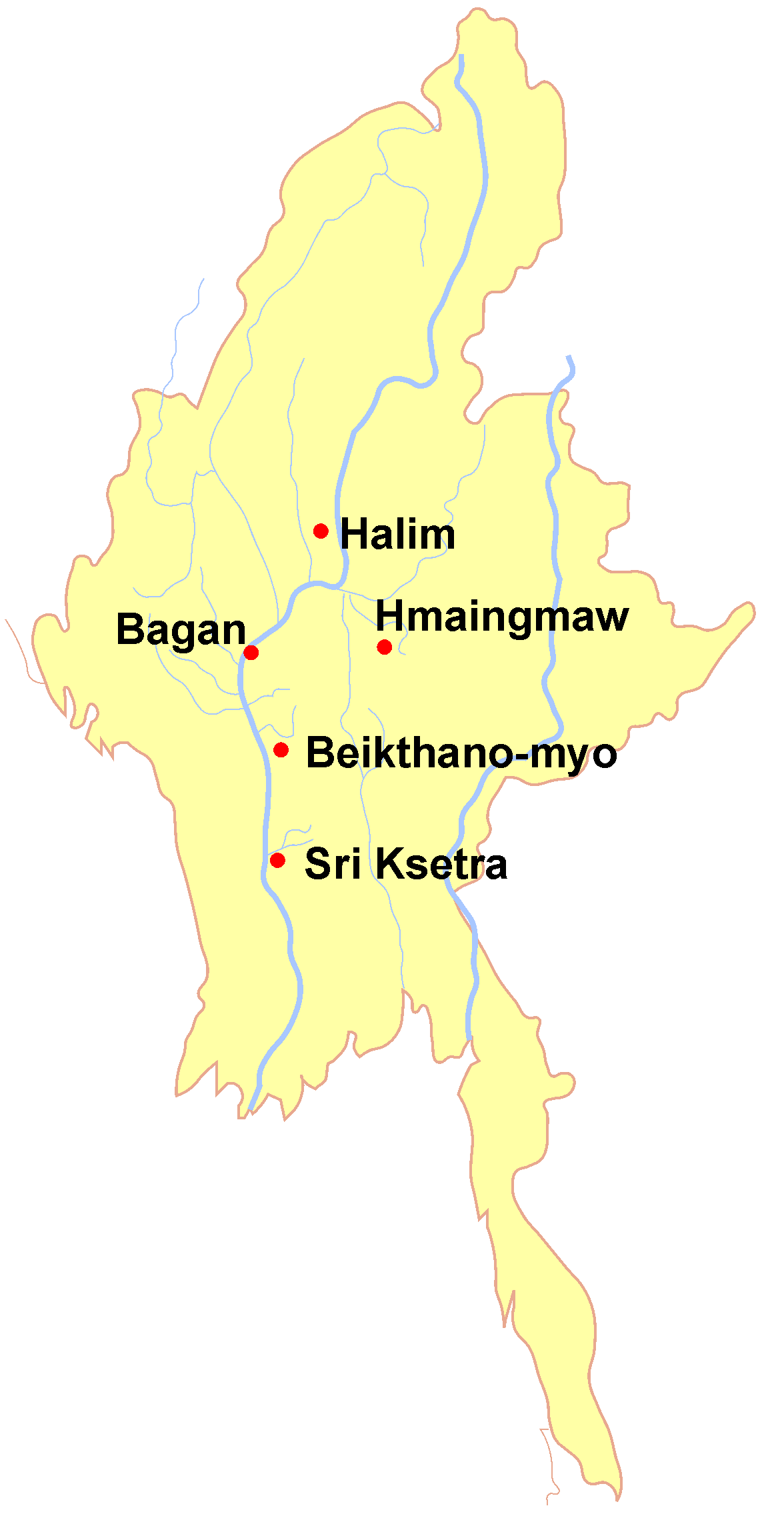
Mappa di localizzazione

### Beikthano
Beikthano fu una delle prime città dei Pyu. Ebbe origine nel II o I secolo a.C. e perse d'importanza nel V secolo. La città aveva una pianta rettangolare di circa 1 km × 3 ed era circondata da un muro di mattoni, di cui rimangono resti alti fino a due metri. Gli scavi hanno avuto luogo dal 1959 al 1962. Sono stati trovati 25 edifici in mattoni, tra cui un blocco del palazzo, un monastero e una casa dei morti. Non sono state trovate iscrizioni o figure.

### Sri Ksetra
Sri Ksetra era la più grande città Pyu. Si ritiene che sia stata fondata nel 94 e abbandonata nel 656. La città aveva una pianta circolare con un diametro di 4,4 km ed era circondata da un muro di mattoni. I primi scavi hanno avuto luogo nel 1904 e nel 1991 è stato scavato un palazzo nel centro della città. Altre strutture trovate sono stupa, pagode e templi. Inoltre, sono state trovate sculture in oro, bronzo e pietra, nonché iscrizioni in sanscrito, pali e pyu.

### Halin
Halin era la terza città più grande dei Pyu. Aveva una pianta rettangolare di circa 1,5 km × 3 km ed era circondata da un muro di mattoni. Al centro c'era anche un complesso di palazzi murati. Gli scavi hanno avuto luogo dal 1904 al 1905, dal 1929 al 1930 e dal 1963 al 1967. Sono state trovate principalmente urne, iscrizioni e statue. Il fatto che siano stati trovati pochissimi resti architettonici è attribuito al fatto che il legno era il principale materiale da costruzione usato da questo popolo.

## Galleria d'immagini

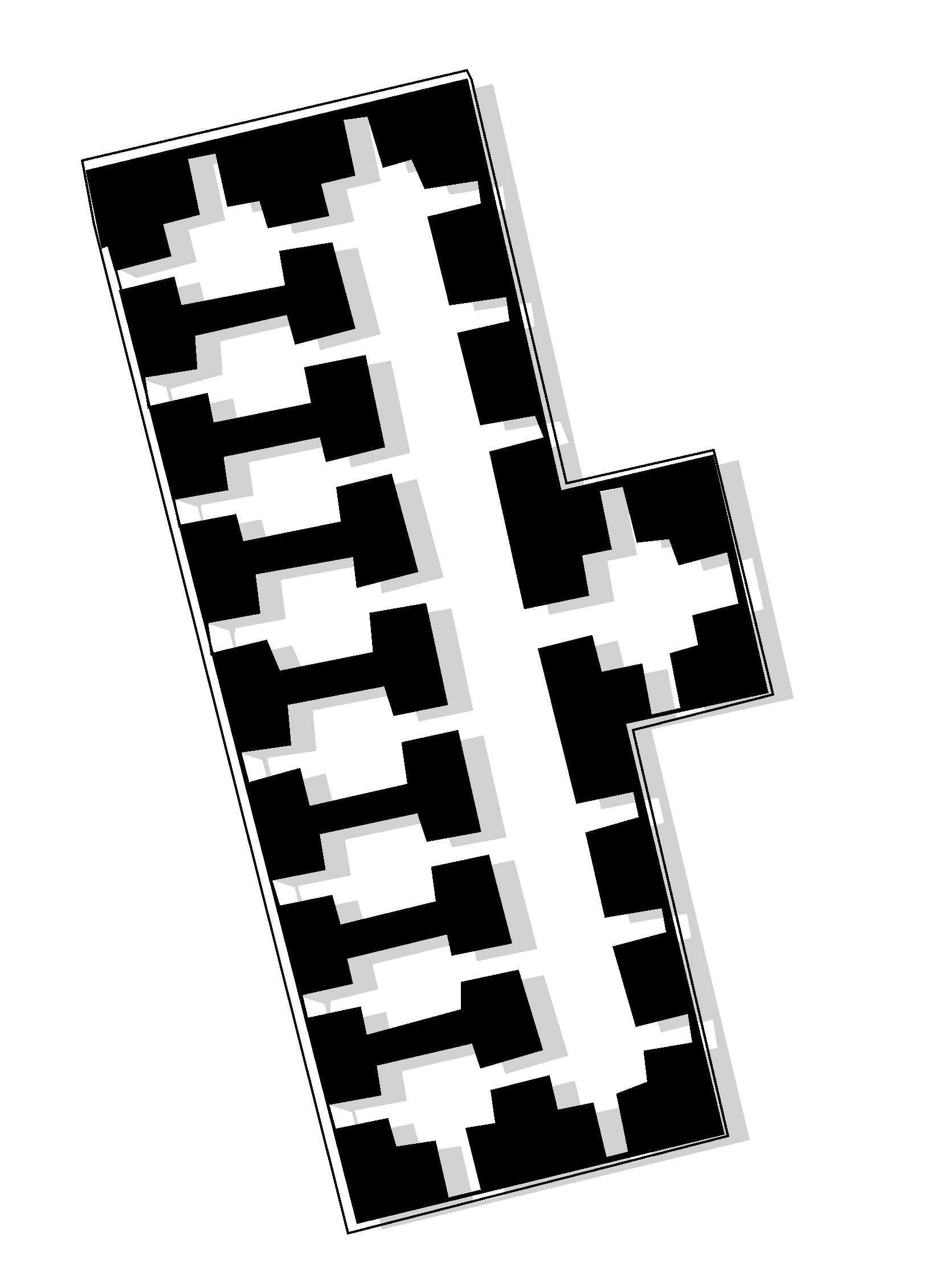
Monastero a Beikthano
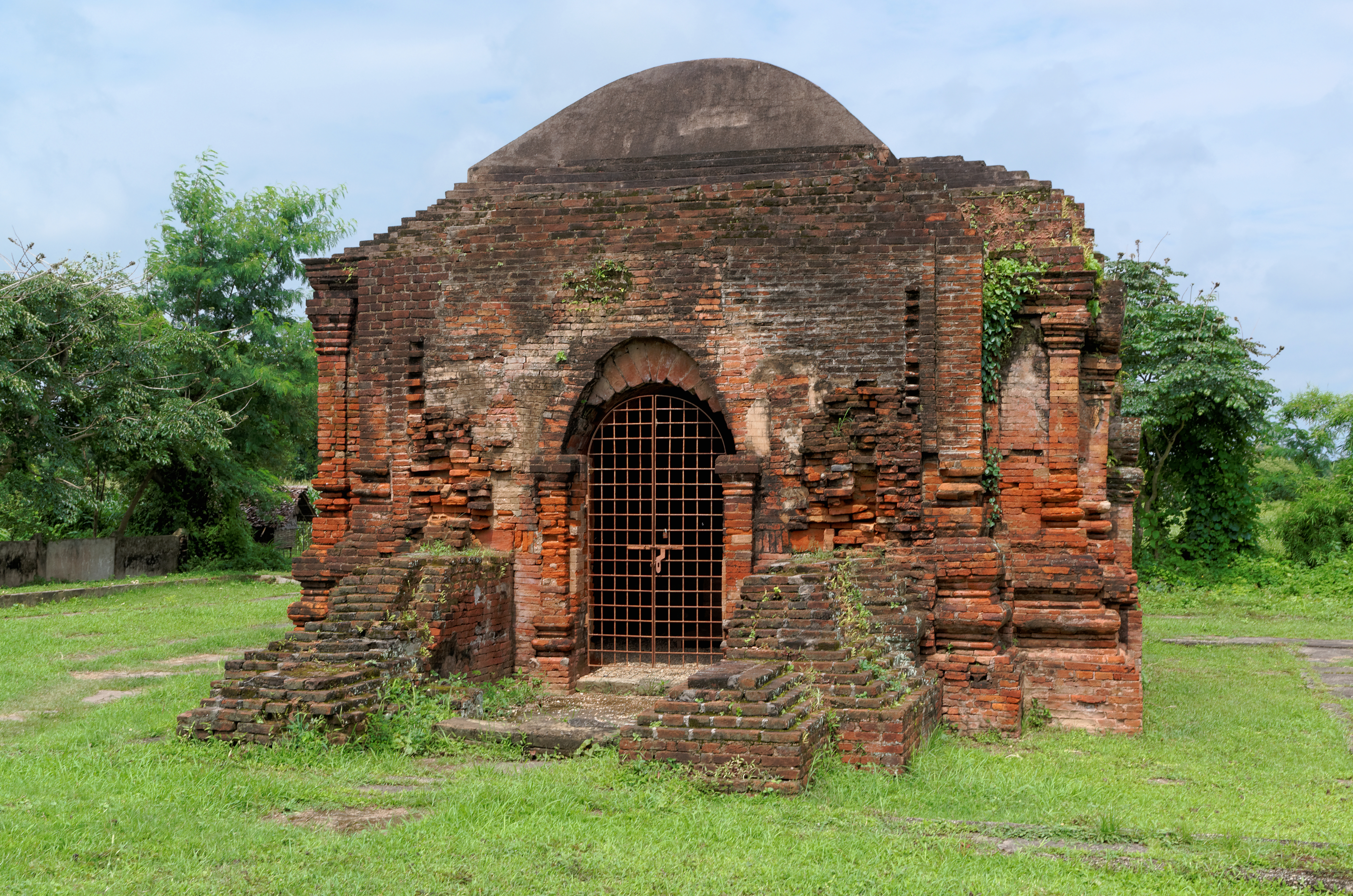
Rovine del tempio di Sri Ksetra
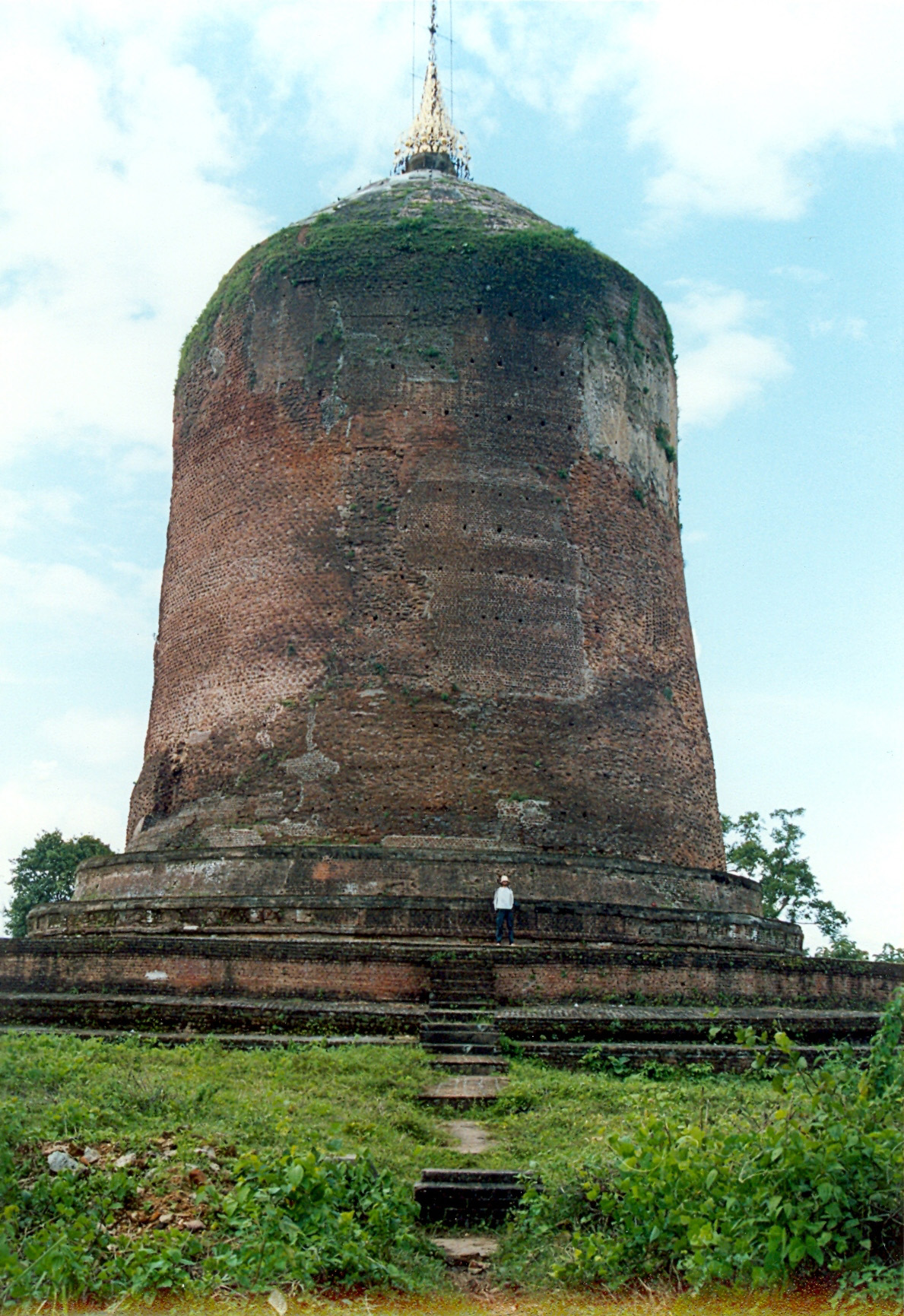
Pagoda a Sri Ksetra
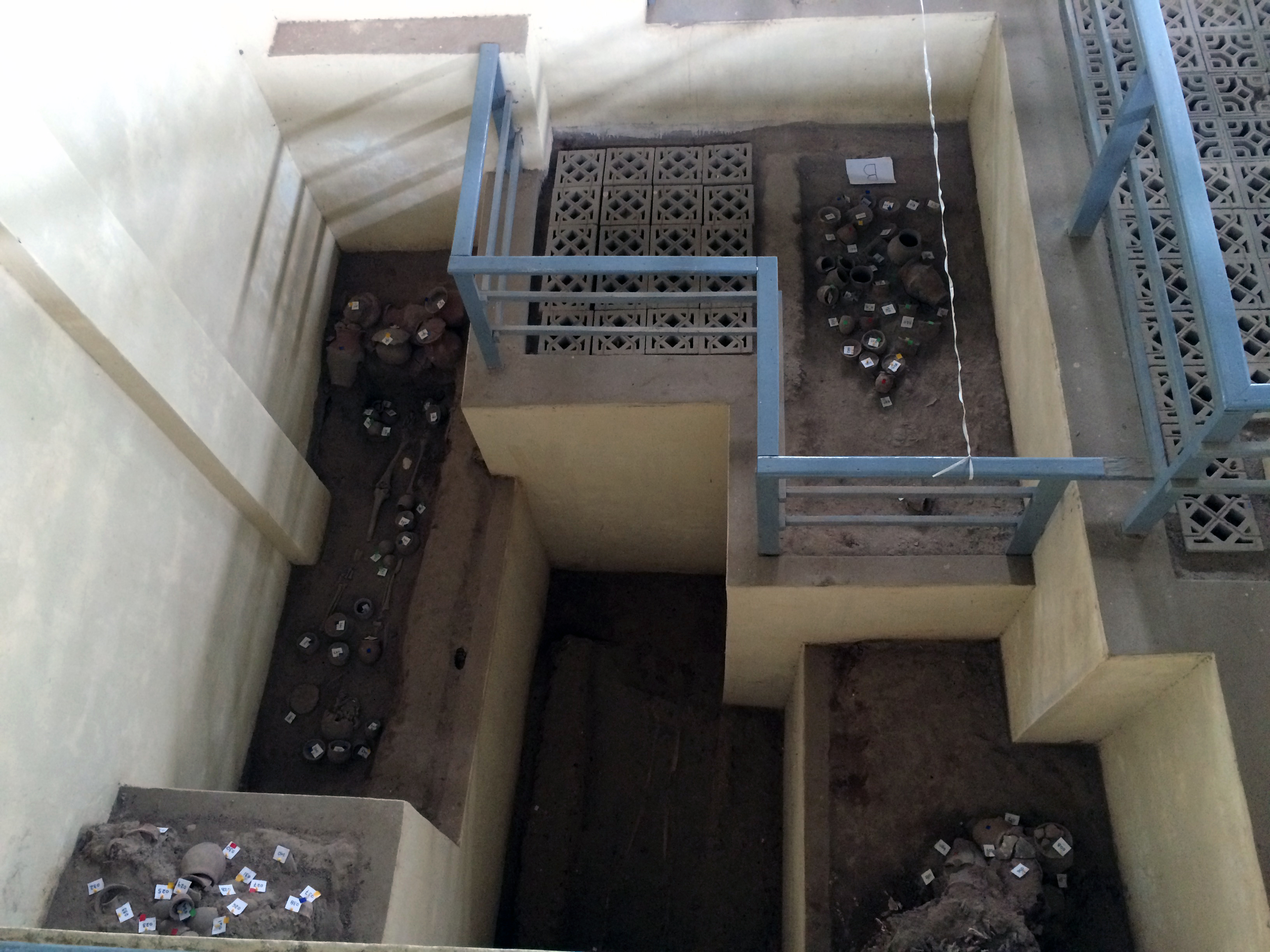
Tombe a Halin
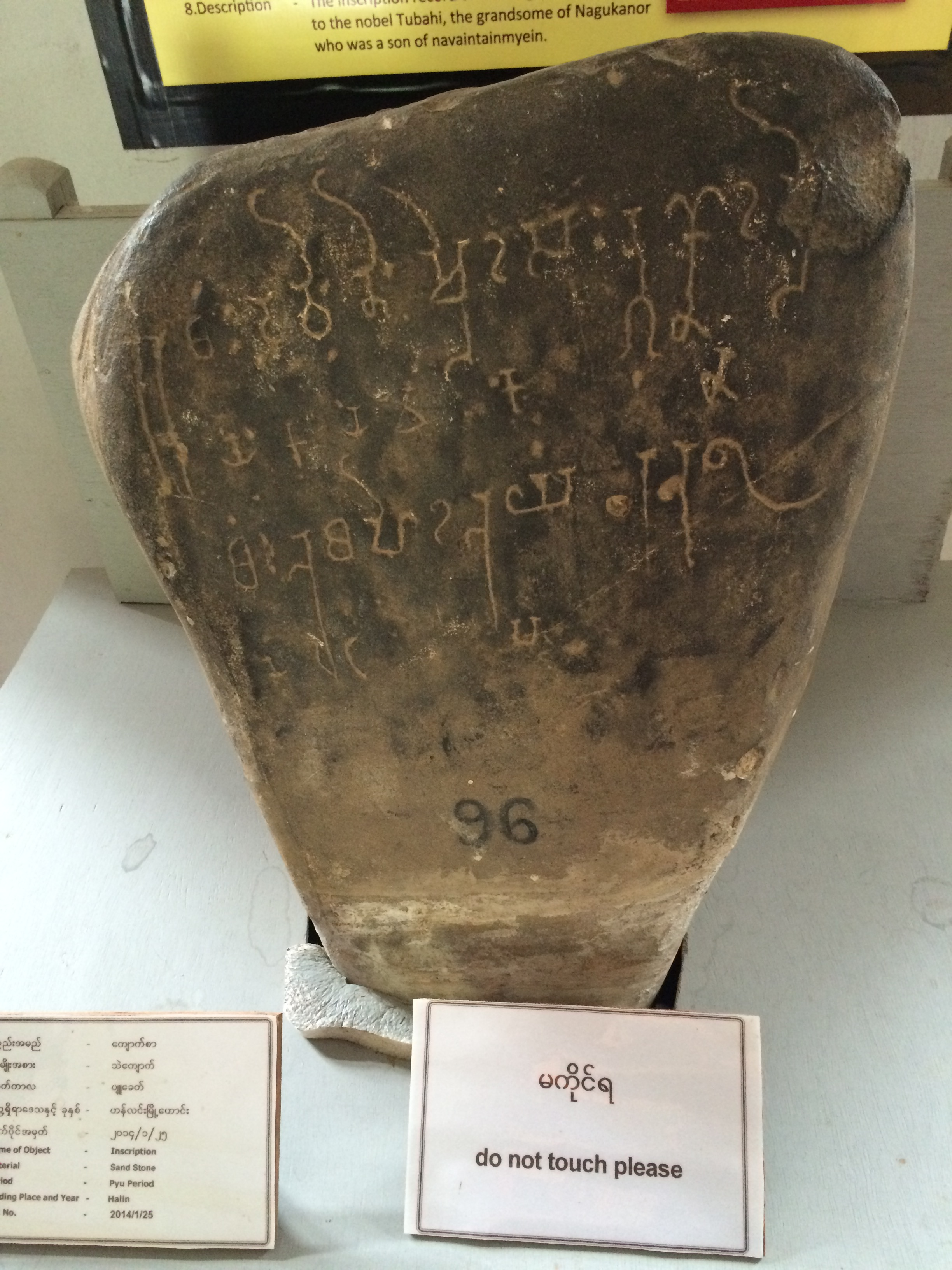
Iscrizione ad Halin